# Le Sec et l'Humide
Le Sec et l'Humide est un essai de Jonathan Littell, paru en 2008.

## Résumé
Le sec et l’humide est un essai qui a été écrit en 2002 lorsque Jonathan Littell menait des recherches pour Les Bienveillantes. Il est né de la rencontre entre les thèses d’un chercheur allemand, Klaus Theweleit, et un écrit du fasciste belge Léon Degrelle. Jonathan Littell a voulu vérifier les thèses de Theweleit par l’expérimentation d’une théorie du fascisme. Il démontre que cette thèse porte sa part de vérité. 
Le sec et l’humide se compose de différentes parties : 
1. Ma campagne de Russie
2. Des mots
3. Le rigide
4. L’ennemi
5. De la colonisation allemande comme opération de maintenance du moi
6. Le fasciste ne se rend pas il coule
7. Corps secs, cadavres humides
8. Le retour du refoulé
9. La grenouille
10. Le ventre
11. L’autre ennemi
12. Le juif
13. Le père est mort, vive le fils
14. « Thalassa, Thalassa »
15. Boudu sauvé des eaux